# Tour de Langkawi 2022
Il Tour de Langkawi 2022, ventiseiesima edizione della corsa, valido come penultima prova dell'UCI ProSeries 2022 categoria 2.Pro, si svolse in otto tappe dall'11 al 18 ottobre 2022 su un percorso di 1113,1 km, con partenza da Kuala Lumpur e arrivo a Kuah, nel'arcipalago di Langkawi, in Malaysia. La vittoria fu appannaggio del colombiano Iván Sosa, che completò il percorso in 25h54'00", precedendo il britannico Hugh Carthy ed il norvegese Torstein Træen.
Sul traguardo di Kuah 100 ciclisti, su 117 partiti da Kuala Lumpur, portarono a termine la competizione.

## Tappe
| Tappa  | Data       | Percorso                       | km              | Vincitore di tappa | Leader cl. generale |
| ------ | ---------- | ------------------------------ | --------------- | ------------------ | ------------------- |
| 1ª     | 11 ottobre | Kuala Lumpur > Kuala Pilah     | 157,3           | Gleb Syrica        | Gleb Syrica         |
| 2ª     | 12 ottobre | Kuala Klawang > Raub           | 178,9           | Craig Wiggins      | Gleb Syrica         |
| 3ª     | 13 ottobre | Putrajaya > Genting Highlands  | 123,7           | Iván Sosa          | Iván Sosa           |
| 4ª     | 14 ottobre | Sabak Bernam > Meru Raya       | 137,9           | Jakub Mareczko     | Iván Sosa           |
| 5ª     | 15 ottobre | Kuala Kangsar > Kulim          | 172             | Lionel Taminiaux   | Iván Sosa           |
| 6ª     | 16 ottobre | George Town > Alor Setar       | 120,4           | Erlend Blikra      | Iván Sosa           |
| 7ª     | 17 ottobre | Kuah > Gunung Raya Kuah > Kuah | 90,8 107        | Sjoerd Bax         | Iván Sosa           |
| 8ª     | 18 ottobre | Kuah > Kuah                    | 115,9           | Alex Molenaar      | Iván Sosa           |
| Totale | Totale     | Totale                         | 1 096,9 1 113,1 |                    |                     |

## Squadre e corridori partecipanti
| N.    | Cod. | Squadra                         |
| ----- | ---- | ------------------------------- |
| 1-6   | UAD  | UAE Team Emirates               |
| 11-17 | COF  | Cofidis                         |
| 21-26 | LTS  | Lotto Soudal                    |
| 31-36 | MOV  | Movistar Team                   |
| 41-46 | EFE  | EF Education-EasyPost           |
| 51-56 | AST  | Astana Qazaqstan Team           |
| 61-66 | ADC  | Alpecin-Deceuninck              |
| 71-76 | UXT  | Uno-X Pro Cycling Team          |
| 81-86 | DRA  | Drone Hopper-Androni Giocattoli |
| 91-96 | BBH  | Burgos-BH                       |

| N.      | Cod. | Squadra                           |
| ------- | ---- | --------------------------------- |
| 101-106 | TSG  | Terengganu Polygon Cycling Team   |
| 111-116 | PRO  | ProTouch                          |
| 121-126 | UKO  | Team Ukyo                         |
| 131-136 | ACA  | ARA Pro Racing Sunshine Coast     |
| 141-146 | MLA  | Mula Cycling Team                 |
| 151-156 | TCC  | Thailand Continental Cycling Team |
| 161-166 | CGS  | China Glory Continental CT        |
| 171-176 | THA  | Thailandia                        |
| 181-186 | MYS  | Malaysia                          |
| 191-196 | PHI  | Filippine                         |

## Dettagli delle tappe

### 1ª tappa
- 11 ottobre: Kuala Lumpur > Kuala Pilah – 157,3 km

Risultati
| Pos. | Corridore     | Squadra  | Tempo    |
| ---- | ------------- | -------- | -------- |
| 1    | Gleb Syrica   | Astana   | 3h43'33" |
| 2    | Erlend Blikra | Uno-X    | s.t.     |
| 3    | Max Kanter    | Movistar | s.t.     |

| Pos. | Corridore     | Squadra    | Tempo    |
| ---- | ------------- | ---------- | -------- |
| 1    | Gleb Syrica   | Astana     | 3h43'33" |
| 2    | Erlend Blikra | Uno-X      | a 4"     |
| 3    | J. Sainbayar  | Terengganu | s.t.     |

### 2ª tappa
- 12 ottobre:  Kuala Klawang > Raub – 178,9 km

Risultati
| Pos. | Corridore      | Squadra | Tempo    |
| ---- | -------------- | ------- | -------- |
| 1    | Craig Wiggins  | ARA     | 4h09'20" |
| 2    | Gleb Syrica    | Astana  | s.t.     |
| 3    | Jakub Mareczko | Alpecin | s.t.     |

| Pos. | Corridore     | Squadra    | Tempo    |
| ---- | ------------- | ---------- | -------- |
| 1    | Gleb Syrica   | Astana     | 7h52'47" |
| 2    | Erlend Blikra | Uno-X      | a 10"    |
| 3    | J. Sainbayar  | Terengganu | s.t.     |

### 3ª tappa
- 13 ottobre: Putrajaya > Genting Highlands – 123,7 km

Risultati
| Pos. | Corridore   | Squadra  | Tempo    |
| ---- | ----------- | -------- | -------- |
| 1    | Iván Sosa   | Movistar | 3h25'31" |
| 2    | Hugh Carthy | EF       | a 19"    |
| 3    | Einer Rubio | Movistar | a 1'56"  |

| Pos. | Corridore   | Squadra  | Tempo     |
| ---- | ----------- | -------- | --------- |
| 1    | Iván Sosa   | Movistar | 11h18'24" |
| 2    | Hugh Carthy | EF       | a 23"     |
| 3    | Einer Rubio | Movistar | a 2'02"   |

### 4ª tappa
- 14 ottobre: Sabak Bernam > Meru Raya – 137,9 km

Risultati
| Pos. | Corridore       | Squadra | Tempo    |
| ---- | --------------- | ------- | -------- |
| 1    | Jakub Mareczko  | Alpecin | 3h15'37" |
| 2    | Rüdiger Selig   | Lotto   | s.t.     |
| 3    | Eduard M. Grosu | Drone   | s.t.     |

| Pos. | Corridore   | Squadra  | Tempo     |
| ---- | ----------- | -------- | --------- |
| 1    | Iván Sosa   | Movistar | 14h34'01" |
| 2    | Hugh Carthy | EF       | a 23"     |
| 3    | Einer Rubio | Movistar | a 2'02"   |

### 5ª tappa
- 15 ottobre: Kuala Kangsar  > Kulim – 172,0 km

Risultati
| Pos. | Corridore           | Squadra | Tempo    |
| ---- | ------------------- | ------- | -------- |
| 1    | Lionel Taminiaux    | Alpecin | 3h41'42" |
| 2    | Julius van den Berg | EF      | s.t.     |
| 3    | Carter Bettles      | ARA     | a 4"     |

| Pos. | Corridore   | Squadra  | Tempo     |
| ---- | ----------- | -------- | --------- |
| 1    | Iván Sosa   | Movistar | 18h16'21" |
| 2    | Hugh Carthy | EF       | a 23"     |
| 3    | Einer Rubio | Movistar | a 2'02"   |

### 6ª tappa
- 16 ottobre: George Town > Alor Setar – 120,4 km

Risultati
| Pos. | Corridore     | Squadra | Tempo    |
| ---- | ------------- | ------- | -------- |
| 1    | Erlend Blikra | Uno-X   | 2h49'42" |
| 2    | Gleb Syrica   | Astana  | s.t.     |
| 3    | Rüdiger Selig | Lotto   | s.t.     |

| Pos. | Corridore   | Squadra  | Tempo     |
| ---- | ----------- | -------- | --------- |
| 1    | Iván Sosa   | Movistar | 21h06'03" |
| 2    | Hugh Carthy | EF       | a 23"     |
| 3    | Einer Rubio | Movistar | a 2'02"   |

### 7ª tappa
- 17 ottobre: Kuah > Gunung Raya – 90,8 km[1]
Kuah > Kuah - 107 km

Risultati
| Pos. | Corridore    | Squadra   | Tempo    |
| ---- | ------------ | --------- | -------- |
| 1    | Sjoerd Bax   | Alpecin   | 2h20'52" |
| 2    | Willie Smit  | China Gl. | s.t.     |
| 3    | Adrià Moreno | Burgos-BH | s.t.     |

| Pos. | Corridore      | Squadra  | Tempo     |
| ---- | -------------- | -------- | --------- |
| 1    | Iván Sosa      | Movistar | 23h28'05" |
| 2    | Hugh Carthy    | EF       | a 23"     |
| 3    | Torstein Træen | Uno-X    | a 1'47"   |

### 8ª tappa
- 18 ottobre: Kuah > Kuah – 115,9 km

Risultati
| Pos. | Corridore      | Squadra   | Tempo    |
| ---- | -------------- | --------- | -------- |
| 1    | Alex Molenaar  | Burgos-BH | 2h25'37" |
| 2    | Jason Osborne  | Alpecin   | s.t.     |
| 3    | Juan S. Molano | UAE       | a 18"    |

| Pos. | Corridore      | Squadra  | Tempo     |
| ---- | -------------- | -------- | --------- |
| 1    | Iván Sosa      | Movistar | 25h54'00" |
| 2    | Hugh Carthy    | EF       | a 23"     |
| 3    | Torstein Træen | Uno-X    | a 1'47"   |

## Evoluzione delle classifiche
| Tappa              | Vincitore          | Classifica generale Maglia gialla | Classifica a punti Maglia verde | Classifica scalatori Maglia rossa | Classifica a squadre   |
| ------------------ | ------------------ | --------------------------------- | ------------------------------- | --------------------------------- | ---------------------- |
| 1ª                 | Gleb Syrica        | Gleb Syrica                       | Gleb Syrica                     | Jambaljamts Sainbayar             | Movistar Team          |
| 2ª                 | Craig Wiggins      | Gleb Syrica                       | Gleb Syrica                     | Muhammad Nur Aiman Mohd Zariff    | Uno-X Pro Cycling Team |
| 3ª                 | Iván Sosa          | Iván Sosa                         | Gleb Syrica                     | Muhammad Nur Aiman Mohd Zariff    | Movistar Team          |
| 4ª                 | Jakub Mareczko     | Iván Sosa                         | Gleb Syrica                     | Muhammad Nur Aiman Mohd Zariff    | Movistar Team          |
| 5ª                 | Lionel Taminiaux   | Iván Sosa                         | Max Kanter                      | Muhammad Nur Aiman Mohd Zariff    | Movistar Team          |
| 6ª                 | Erlend Blikra      | Iván Sosa                         | Erlend Blikra                   | Muhammad Nur Aiman Mohd Zariff    | Movistar Team          |
| 7ª                 | Sjoerd Bax         | Iván Sosa                         | Erlend Blikra                   | Muhammad Nur Aiman Mohd Zariff    | Movistar Team          |
| 8ª                 | Alex Molenaar      | Iván Sosa                         | Erlend Blikra                   | Muhammad Nur Aiman Mohd Zariff    | Movistar Team          |
| Classifiche finali | Classifiche finali | Iván Sosa                         | Erlend Blikra                   | Muhammad Nur Aiman Mohd Zariff    | Movistar Team          |

Maglie indossate da altri ciclisti in caso di due o più maglie vinte
- Nella 2ª e 3ª tappa Erlend Blikra ha indossato la maglia verde al posto di Gleb Syritsa.

## Classifiche finali

### Classifica generale - Maglia gialla
| Pos. | Corridore       | Squadra    | Tempo     |
| ---- | --------------- | ---------- | --------- |
| 1    | Iván Sosa       | Movistar   | 25h54'00" |
| 2    | Hugh Carthy     | EF         | a 23"     |
| 3    | Torstein Træen  | Uno-X      | a 1'47"   |
| 4    | George Bennett  | UAE        | a 1'50"   |
| 5    | Einer Rubio     | Movistar   | a 2'02"   |
| 6    | Esteban Chaves  | EF         | a 2'11"   |
| 7    | E. Sepúlveda    | Drone      | a 2'24"   |
| 8    | Rubén Fernández | Cofidis    | a 2'30"   |
| 9    | J. Sainbayar    | Terengganu | a 2'32"   |
| 10   | Andrej Zejc     | Astana     | a 2'33"   |

### Classifica a punti - Maglia verde
| Pos. | Corridore        | Squadra  | Punti |
| ---- | ---------------- | -------- | ----- |
| 1    | Erlend Blikra    | Uno-X    | 49    |
| 2    | Max Kanter       | Movistar | 45    |
| 3    | Gleb Syrica      | Astana   | 39    |
| 4    | Lionel Taminiaux | Alpecin  | 30    |
| 5    | Rüdiger Selig    | Lotto    | 27    |

### Classifica scalatori - Maglia rossa
| Pos. | Corridore      | Squadra    | Punti |
| ---- | -------------- | ---------- | ----- |
| 1    | M. Mohd Zariff | Terengganu | 29    |
| 2    | J. Sainbayar   | Terengganu | 29    |
| 3    | Iván Sosa      | Movistar   | 25    |
| 4    | Hugh Carthy    | EF         | 24    |
| 5    | Carter Bettles | ARA        | 22    |

### Classifica a squadre
| Pos. | Squadra                | Tempo     |
| ---- | ---------------------- | --------- |
| 1    | Movistar Team          | 77h46'27" |
| 2    | EF Education-EasyPost  | a 4'09"   |
| 3    | Uno-X Pro Cycling Team | a 5'50"   |
| 4    | Cofidis                | a 9'29"   |
| 5    | UAE Team Emirates      | a 10'12"  |